# هيغز الصغير
هيغز الصغير هي مجموعة نماذج بفيزياء الجسيمات، تم اقتراحها لحل نماذج كسر تناظر تآثر كهروضعيف في نطاق طاقوي 0.5 - 1 TeV، أي ما يعادل 0.5 إلى 1 * 10¹² إلكترون فولت. يعد مرشحًا مهما في الفيزياء الحديثة الخارجة عن نطاق النموذج القياسي للفيزياء، في هذا النوع خصيصًا ظواهر النموذج الأقل [ LHM ]، يقترح لحل مشكلات كسر التناظر بوزونين افتراضيين جدد هما بوزونين {\displaystyle Z_{H}} و {\displaystyle A_{H}} .
تشير التصحيحات الإشعاعية لهيغز إلى ان النموذج القياسي للفيزياء [ SM ] يكون صالحا لمقاييس من النوع L
وقد حدد الإتفاق بين العلماء والتجارب في مصادم الهادرونات الكبير هذا النطاق
بحد يقل قليلا عن مستوي طاقة TeV. تأتي المشكلة عند ولوج نطاق طاقوي أعلي من النطاق L، حيث نحتاج مجموعة أخرى من النظريات لحل تلك المشكلة الطبقية، وإحدى هذة الحلول هو نموذج بوزون هيغز الصغير، في هذة النماذج يعامل نموذج بوزون هيغز عموما مثل بوزون غولدستون عياري لمجموعة تناظر فائق شاملة. يعمل الحقل في متعددات الابعاد [ طريقة لوصف النظريات ذات الابعاد الأعلى من المرصودة في نطق طاقة عالية جدا ]
وفي البداية يتم كسر هذا التناظر تلقائيا، حيث يعد بوزون هيغز عديم الكتلة
لكن تعطيه من جديد مجموعات كسر تناظرية الكتلة الخاصة به
وبالمحصلة ينتج جسيم جديد يعالج مشكلات نظرية النموذج العياري في نطق الطاقة العالية
والتي تعطي كتلة مخفضة لحقول هيغز. قدم العلماء العديد من التعريفات لنموذج هيغز الصغير متباينة على اساس
التناظر الشامل الجديد وأبرزها نماذج هيغز المصغرة، حيث تم بناؤه
علي أساس مجموعة مشاركة من الفئة (SU(5)/SO(5 في خمسة ابعاد. النموذج المقترح يقدم ايضًا بعض الجسيمات الثقيلة الجديدة المحددين بالكتلة
```
 

  

    

      

        

          
f

          

            
0

          

        

        
=

        

          

            
L

            

              
4

              
p

            

          

        

      

    

    
{\displaystyle f_{0}={\frac {L}{4p}}}

  

```

```
حيث 

  

    

      

        

          
f

          

            
0

          

        

      

    

    
{\displaystyle f_{0}}

  

 هو ثابت إضمحلال 
بوزون غولدستون
 عياري. 
```

يوجد 4 بوزونات قياسية ثقيلة إضافية في هذا النموذج ويدمجون مع البوزونات القياسية المعتادة. حديثًا في المختبرات أظهرت نماذج عدم التناظر أنه يمكن التمييز بين النموذج المقترح لهيغز الصغير وبقية النماذج من الفئة Z لكن توجد بعض القيود لهذة العملية. يصعب التعامل مع نماذج هيغز المصغرة في نطاق طاقوي < 10TeV، حيث تتضمن تلك النماذج بوزونات هيغز مركبة وخفيفة، تقوم تلك النماذج بتقديم آلية مبسطة لحل مشكلة كسر تناظر القوة الكهروضعيفة.
وتطبق قيود الدقة الكهربائية علي كثير من نماذج هيغز الصغيرة مايجعل التفريق بينها صعبا للغاية، إذا تم التحقق من نماذج هيغز الصغيرة عموما بمصادم الهادرونات الكبير، فيجب ملاحظة البوزونات الجديدة الخاصة بالنماذج المقترحة. باستخدام الحساسات المناسبة والاستراتيجيات المناسبة يمكن تأكيد تلك النماذج وحل أمور متصلة بها كملئ الفراغات فوق البنفسجية لنماذج هيغز المصغرة وايجاد وربط اثار تلك النماذج علي فيزياء النكهات.